# کانیون (مینه‌سوتا)
کانیون (به انگلیسی: Canyon) یک منطقهٔ مسکونی در ایالات متحده آمریکا است که در Northland Township واقع شده‌است. کانیون ۴۰ نفر جمعیت دارد و ۴۱۳٫۰۱ متر بالاتر از سطح دریا واقع شده‌است.